# Michel Block
Michel Block (Amberes, 12 de enero de 1937–Bloomington, Indiana, 4 de marzo de 2003) fue un renombrado pianista y ganador del Concurso Leventritt en 1962. Hijo de padres franceses, nació en Amberes, Bélgica. Siendo niño, se mudó con sus padres a México, donde su abuelo se había asentado en 1870. Block estudió piano en dicho país y más tarde en la escuela Juilliard en Nueva York.

## Carrera

### Premio Rubinstein
En uno de los incidentes de competición mas famosos, Block ganó el Premio Arthur Rubinstein en Varsovia en el 1960 Internacional Chopin Competición de Piano.  Aunque ese año fracasó como concursante y no pudo conquistar el primer lugar, Block logró capturar la atención y lealtad de uno del jurados: Arthur Rubinstein.  Dos años más tarde, Michel Block ganó el Concurso Leventritt en Nueva York, y añadió su nombre al de ilustres ganadores, entre los cuales se encuentran Alexis Weissenberg, Van Cliburn, Eugene Istomin, etc.

### Apariciones
Como la mayoría de los pianistas de renombre, Block apareció con las grandes orquestas y directores en los Estados Unidos y en Europa.  Entre dichas orquestas se encuentran: Berliner Philharmoniker, Nueva York Philharmonic Orquesta, Orquesta de Sinfonía del Chicago, Londres Philharmonic Orquesta, y Concertgebouw Orquesta en Ámsterdam; y los directores, Georg Solti, Carlo Maria Giulini, Riccardo Muti, y Bernard Haitink.

### Retiro
En 1978, Block se unió la facultad de música de la universidad Bloominton de Indiana, que ahora se conoce como Escuela de Música Jacobs, y abandonó su carrera como pianista.  En años posteriores actuaba ante un público con poca frecuencia ; cuándo lo hacía, sus recitales eran esperados con entusiasmo.  En 1996, La Serie de Recitales Profesionales de Nueva York se honró en presentar a Michel Block en Nueva York por primera vez en casi quince años.

### Impacto
Su estilo estuvo caracterizado por un tono rico, lírico, de voz transparente, y un maravilloso control dinámico. Actualmente es considerado como uno de los grandes pianistas del siglo XX, y un favorito entre los conocedores, su compañeros y el público continúan considerándolo como un "pianista de pianistas".  En 1997, Block se retiró de la vida académica y vivió una vida tranquila y feliz.

Block realizó numerosas grabaciones (muchas de las cuales ahora no se imprimen) para las principales compañías discográficas, incluyendo EMI, Pathé Marconi, Pro-Piano y Deutsche Grammophon.  Grabó música de Sergei Rachmaninoff, Robert Schumann, Frédéric Chopin, J.S. Bach, Franz Schubert, Enrique Granados, Alexander Scriabin, e Isaac Albéniz (incluyendo su disco de Iberia (Albéniz) completa).
- Datos: Q4088266